# Mesochra ingolfssoni
Mesochra ingolfssoni is een eenoogkreeftjessoort uit de familie van de Canthocamptidae. De wetenschappelijke naam van de soort is voor het eerst geldig gepubliceerd in 2007 door Gomez & Steinarsdottir.